# Willem Joseph van Brienen van de Groote Lindt

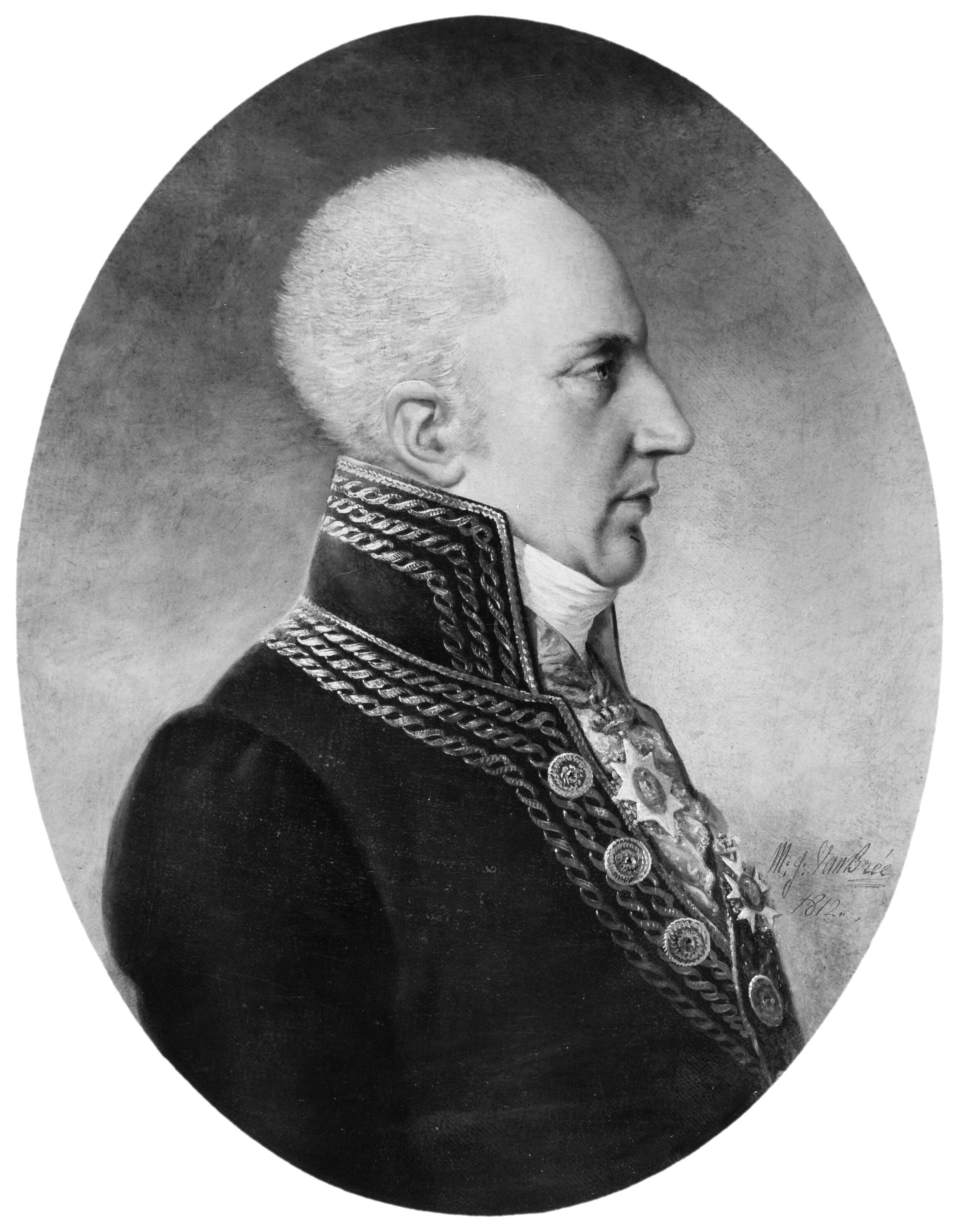
Willem Joseph van Brienen van de Groote Lindt

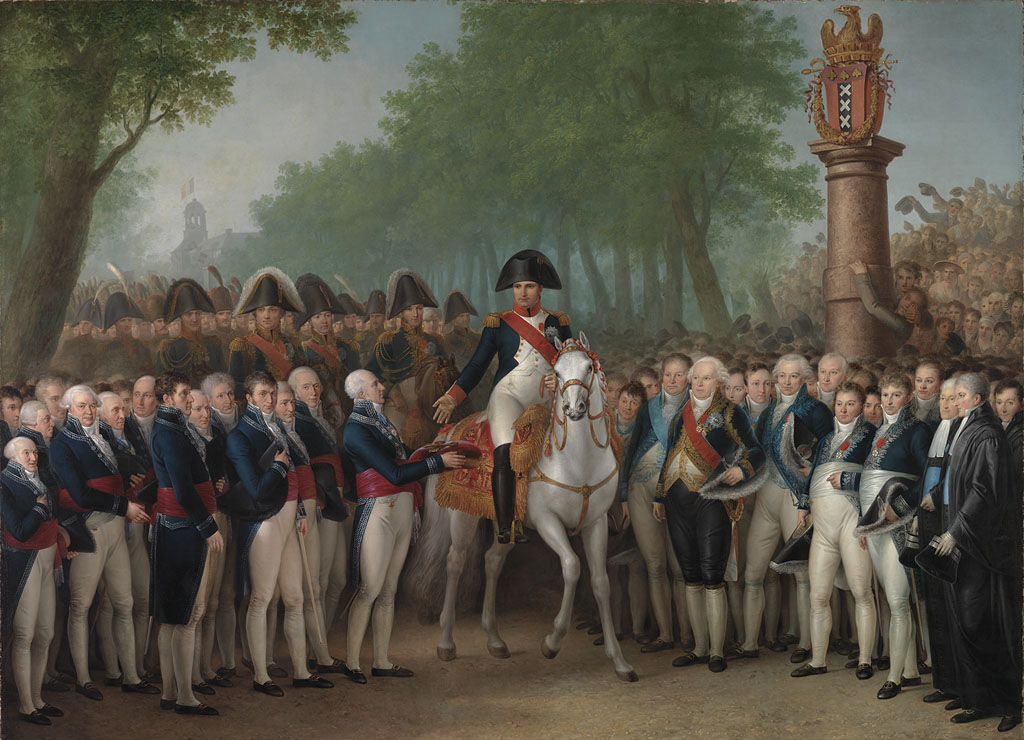
De intocht van Napoleon te Amsterdam, 9 oktober 1811 door Mattheus Ignatius van Bree

Willem Joseph baron van Brienen, (Amsterdam, gedoopt 31 december 1760 – Wassenaar, 10 oktober 1839), heer van de Groote Lindt, Dortsmond, Stad aan 't Haringvliet en Wassenaar, was een Nederlands koopman, politicus en bestuurder.

## Familie
Van Brienen was lid van de familie Van Brienen en was een zoon van Arnoldus Johannes van Brienen, heer van de Groote Lindt en Dortsmond (1735-1804) en Sophia Maria Half-Wassenaar, vrouwe van Stad aan het Haringvliet (1727-1802). Van Brienen was een telg uit een koopmansgeslacht in Amsterdam. Zowel zijn vader als zijn grootvader waren actief in de hennep- en teerhandel en assurantie; ze dreven het handelshuis "Willem van Brienen en zoon". 
Op 28 mei 1782 trouwde hij in Haarlem met Margaretha Thimothea Johanna Ram van Schalkwijk (1761-1802). Zij kregen vijf kinderen, onder wie Arnoud Willem van Brienen van de Groote Lindt die later ook de politiek in zou gaan. Hij was regent van het rooms-katholieke Maagdenhuis en vertegenwoordigde de minderjarige wezen in erfeniskwesties.

### Politieke carrière

#### Franse tijd
In de tijd van de Bataafse Republiek en het koninkrijk Holland was Van Brienen tussen 1803 en 1813 bestuurlijk actief in Amsterdam. Hij begon van 1803 tot 1807 als lid van het stedelijk bestuur, van 1806 tot 1808 was hij adjunct-burgemeester, vervolgens van 1808 tot 1811 wethouder en ten slotte was hij van 1811 tot 1813 maire (burgemeester). Daarnaast was hij ook in de landelijke politiek actief: in 1807 en 1808 was hij staatsraad. In 1810 was hij lid van de Raad voor de Zaken van Holland in Parijs. Ook was hij lid van de Commissie van Inlijving (van het Koninkrijk Holland bij Frankrijk, een adviescommissie voor Napoleon). Toen het koninkrijk Holland werd opgeheven en Nederland bij Frankrijk werd gevoegd werd hij in 1812 lid van de algemene raad van het Zuiderzeedepartement.

#### Koninkrijk der Nederlanden
Na het einde van de Franse heerschappij in de Nederlanden bleef hij actief in de politiek. Van 1814 tot september 1815 was hij lid van de Provinciale Staten van Holland voor de stad (Amsterdam). In 1815 werd hij buitengewoon lid van de dubbele Staten-Generaal der Verenigde Nederlanden (8 - 19 augustus 1815) voor de goedkeuring van de grondwet van 1815, daarna was hij van 21 september 1815 tot zijn dood op 10 oktober 1839 lid van de Eerste Kamer der Staten-Generaal. In 1829 was hij het enige noordelijke lid dat de talrijke petities uit het Zuiden over de rechtspraak en het onderwijs onder de aandacht van de koning wilde brengen

### Nevenfuncties
Behalve in de politiek was Van Brienen van de Groote Lindt ook op andere terreinen actief. Zo was hij lid van het dijkbestuur en hoogheemraadschap Beemster en stichtte hij een verblijf voor bejaarden in Halfweg.

### Onderscheidingen en eerbewijzen
Van zowel de Franse als de Nederlandse machthebbers ontving Van Brienen de nodige eerbewijzen voor zijn werk. Op 15 november 1807 werd hij benoemd tot honorair kamerheer van koning Lodewijk Napoleon. Op 23 april 1808 werd hij benoemd tot commandeur in de Orde van de Unie. Door Napoleon werd hij op 30 juni 1811 benoemd tot ridder in het Legioen van Eer, kort daarna in 1812 werd hij al bevorderd tot commandeur in diezelfde orde. Ook benoemde Napoleon hem op 23 oktober 1811 tot "baron de l'Empire". Van Brienen werd op 9 december 1814 benoemd in de Ridderschap van Holland en kreeg zo het predicaat jonkheer. Op 12 januari 1825 werd Van Brienen de titel baron verleend, omgezet in een erkenning in 1835.
- Biografisch Portaal: 69533639
- Digitale Bibliotheek voor de Nederlandse Letteren: brie019
- Gemeinsame Normdatei: 119037394
- International Standard Name Identifier: 0000 0000 0905 8496
- Nederlandse Thesaurus van Auteursnamen: 117187909
- Parlement.com: vg09llrlktlw
- RKD-Nederlands Instituut voor Kunstgeschiedenis: 441750
- Virtual International Authority File: 10646961
- WorldCat: E39PBJyrPTQXKVJyTCC6GyHwG3